# サーゴ (原子力潜水艦)
|          |                                 |
| 艦歴     |                                 |
| 発注     | 1955年9月29日                   |
| 起工     | 1956年2月21日                   |
| 進水     | 1957年10月10日                  |
| 就役     | 1958年10月1日                   |
| 退役     | 1988年4月21日                   |
| その後   | 原子力艦再利用プログラム        |
| 除籍     | 1988年4月21日                   |
| 性能諸元 |                                 |
| 排水量   | 水上 2,580トン、 水中 2,861トン |
| 全長     | 267 ft 7 in (82 m)              |
| 全幅     | 25 ft (7.6 m)                   |
| 吃水     | 22 ft 5 in (6.8 m)              |
| 機関     |                                 |
| 最大速   | 20+ノット (37 km/h)             |
| 乗員     | 士官、兵員95名                  |
| 兵装     | 21インチ魚雷発射管8門           |
| モットー | Two Screws Are Better Than One  |

サーゴ (USS Sargo, SSN-583) は、アメリカ海軍の原子力潜水艦。スケート級原子力潜水艦の3番艦。艦名はスペイン語でタイ科の魚の総称サルゴに因む。その名を持つ艦としてはサーゴ級潜水艦1番艦(SS-188)以来2隻目。

## 艦歴
サーゴは1956年2月21日にカリフォルニア州ヴァレーオのメア・アイランド海軍造船所で起工した。1957年10月10日にフランク・T・ワトキンズ夫人によって命名、進水し、1958年10月1日に艦長ダニエル・P・ブルックス中佐の指揮下就役する。
完成に先立って、サーゴは北極海巡航の任務に当たるよう指定された。サーゴは出渠前にセイル部分の強化が行われた。19,000マイル (35,200km) に及ぶ太平洋での整調巡航後、さらなる修正が行われた。母港の真珠湾には1959年10月1日に到着し、科学計測機材が搭載された。1959年11月および12月には猛訓練が実施され、専門の科学者が乗艦した。1960年1月18日にサーゴはJ・H・ニコルソン少佐の指揮下真珠湾を出航し、北極海における水中調査のため北へ向かった。
1月25日までにサーゴはセントマシューズ島付近に到達、海氷と遭遇した。沿岸警備隊の砕氷艦スタテンアイランド (USCGC Staten Island, WAGB-278) と合流後、サーゴは海氷に囲まれた中、初の静止潜航を行った。1月29日にダイオミード諸島を通過、北極圏を横断し、2月9日に北極点に到達した。
サーゴは09:34に北極点を通過し、10:49に浮上した。記録では極点から25フィート (8m) の地点であった。同日ハワイ州の旗が極点に掲げられ、2月10日の朝にサーゴは潜航し北極諸島に向けて出航した。
サーゴは航行しながら水路のデータを収集し、2月17日にT-3氷山に達した。氷山において科学者たちと協力して実験を行い、その後ベーリング海峡、アリューシャン列島およびハワイに向けて巡航した。海氷下で11,000マイル (20,000km) 以上および6,003マイル (11,118km) の巡航を行ったサーゴは、新たな北極の海氷、北極海および海盆の地勢学的データと共に1960年3月3日、真珠湾に帰還した。地勢学的データにはアルファ海嶺、西端および北西水道の深海部データが含まれた。この巡航の功績でサーゴはアメリカ海軍艦艇にとって2番目に高位の賞である殊勲部隊章を受章した。
サーゴは4月まで修理が行われ、同月末にハワイ海域での作戦活動に復帰、ネパール国王のためのデモンストレーション巡航を行った。
6月14日、サーゴは真珠湾でドック入りし、翌日タイ国王ラーマ9世および夫人のシリキットを乗せるための準備を行った。酸素タンクの交換作業中、後部魚雷室のハッチから引かれた酸素ラインに漏れが生じ着火した。Mk37魚雷の弾頭2発が爆発し、火災は劇的に広がり酸素ライン担当の乗組員に死傷者が生じた。気圧調節された酸素によって広がった火災は、ハッチを通って100フィート (30m) にわたって延焼した。造船所員および艦の乗組員は火災を押さえることが出来ず、艦長が艦に乗り込み艦を出渠させ、後部ハッチを開けたまま潜航を命じた。海水が流入して火災は鎮火し、サーゴは海峡で着底した。クレーン船によってサーゴは引き揚げられ、乾ドックで3ヶ月の修理が行われた。
10月から12月までサーゴは再び定時の訓練演習に参加した。1961年に入るとより規則的なスケジュールが設定された。1月19日にサーゴは最初の第7艦隊配備でフィリピンに向けて出航した。西太平洋では5月まで活動し、対潜部隊の即応性を強化するため共に潜水艦戦演習に従事、その他第19回珊瑚海海戦祝賀式典参加のためオーストラリアのシドニーを訪問した。サーゴは5月25日に真珠湾に帰還した。維持作業および沿岸での活動で7月まで過ごし、続いて2ヶ月の訓練巡航を行う。11月に東へ移動、カリフォルニアで海軍作戦部長および各国大使に対するデモンストレーションを行った。真珠湾に戻ると乗組員の休養および維持作業に入る。1962年の冬から春にかけて、サーゴは西太平洋への拡張巡航を行い、その功績で殊勲部隊章を受章した。
真珠湾に帰還すると沿岸活動と維持作業に入る。7月に真珠湾海軍造船所に入渠し、オーバーホール作業は1963年初めに完了した。サーゴは同造船所において燃料補給を受けた初の原子力潜水艦となった。1963年7月半ばに西太平洋への拡張巡航を行い、10月にハワイに帰還、6ヶ月間の沿岸活動を行う。
1964年4月から10月までサーゴは再び西太平洋に展開した。8月にはトンキン湾事件に対する支援作戦に参加した。ハワイに帰還すると沿岸での活動および維持作業で翌年まで過ごす。1965年4月、再び西太平洋に展開し、6月に東太平洋での作戦活動を再開する。5ヶ月後に太平洋を横断して東に移動、1966年2月にハワイに帰還し真珠湾海軍造船所に入渠、続く2年間をオーバーホールおよび燃料補給のドック作業で過ごす。1963年から65年の間にサーゴはもう3つの殊勲部隊章を受章した。
サーゴはオーバーホールで3番炉の炉心が交換され、1968年4月5日に出渠した。回復訓練の後6月に任務を再開し、西太平洋への拡張巡航を行う。1974年まで太平洋西部および東部への巡航、訓練作戦への従事を定期的に行い、その中にはイギリス、オーストラリア、アメリカ軍による1969年1月の南シナ海における演習も含まれた。
サーゴは1988年4月21日に退役し、同日除籍された。サーゴの船体は1994年4月14日に原子力艦再利用プログラムに従って解体が始められ、1995年4月5日に作業は完了した。